# .py
.py је такође чести суфикс за имена фајлова за пајтон скрипту.
.py је највиши Интернет домен државних кодова (ccTLD) за Парагвај.